# Hedekas
Hedekas är en tätort i Munkedals kommun i Västra Götalands län.
Hedekas är centralorten i Sörbygden, som utgör den norra delen av Munkedals kommun.

## Befolkningsutveckling
| Befolkningsutvecklingen i Hedekas 1960–2020 | Befolkningsutvecklingen i Hedekas 1960–2020 | Befolkningsutvecklingen i Hedekas 1960–2020 | Befolkningsutvecklingen i Hedekas 1960–2020 | Befolkningsutvecklingen i Hedekas 1960–2020 |
| ------------------------------------------- | ------------------------------------------- | ------------------------------------------- | ------------------------------------------- | ------------------------------------------- |
|                                             |                                             |                                             |                                             |                                             |
| År                                          |                                             |                                             | Folkmängd                                   | Areal (ha)                                  |
| 1960                                        | 1960                                        |                                             | 234                                         |                                             |
| 1965                                        | 1965                                        |                                             | 265                                         |                                             |
| 1970                                        | 1970                                        |                                             | 267                                         |                                             |
| 1975                                        | 1975                                        |                                             | 304                                         |                                             |
| 1980                                        | 1980                                        |                                             | 354                                         |                                             |
| 1990                                        | 1990                                        |                                             | 434                                         | 70                                          |
| 1995                                        | 1995                                        |                                             | 410                                         | 71                                          |
| 2000                                        | 2000                                        |                                             | 382                                         | 69                                          |
| 2005                                        | 2005                                        |                                             | 378                                         | 69                                          |
| 2010                                        | 2010                                        |                                             | 370                                         | 70                                          |
| 2015                                        | 2015                                        |                                             | 392                                         | 101                                         |
| 2020                                        | 2020                                        |                                             | 406                                         | 96                                          |
|                                             |                                             |                                             |                                             |                                             |